# Wolfgang Eisl
Wolfgang Eisl (* 29. Oktober 1954 in Sankt Gilgen) ist ein ehemaliger österreichischer Politiker (ÖVP) und Steuerberater. Eisl war von 2000 bis 2004 Landeshauptmann-Stellvertreter in der Salzburger Landesregierung.

## Ausbildung und Beruf
Eisl besuchte zwischen 1961 und 1965 die Volksschule in Zinkenbach (heute Abersee) und wechselte danach von 1965 bis 1969 an die Hauptschule in Strobl. In der Folge absolvierte er zwischen 1969 und 1974 die Handelsakademie in Salzburg und legte dort 1974 die Matura ab. Nach seinem Präsenzdienst, den er zwischen 1974 und 1975 in Salzburg ableistete, wurde er 1975 Angestellter des Fremdenverkehrsvereines Sankt Gilgen. Er arbeitete danach von 1976 bis 1980 als Angestellter in verschiedenen Steuerberatungskanzleien in Salzburg und legte 1980 selbst die Steuerberaterprüfung ab, woraufhin er noch im selben Jahr eine Steuerberatungskanzlei in Sankt Gilgen eröffnete. 1981 verlegte er den Sitz seiner Kanzlei nach Salzburg und war dort bis 2000 als Steuerberater tätig. Nach dem Ende seiner Tätigkeit als Landesrat wurde er 2004 Geschäftsführer einer Wirtschaftsprüfungskanzlei in Salzburg und machte sich zudem als beeideter Wirtschaftsprüfer selbständig. Zudem wurde er Mitglied im Aufsichtsrat der Flughafen Gesellschaft des Salzburger Flughafens.

## Politik und Funktionen
Eisl engagierte sich ab 1992 als stellvertretender Obmann des Österreichischen Wirtschaftsbundes im Flachgau wurde 1995 Obmann des Österreichischen Wirtschaftsbundes in St. Gilgen. Er vertrat die ÖVP zwischen 1999 und 2001 als Mitglied der Gemeindevertretung von St. Gilgen und hatte zwischen 1990 und 2000 den Vorsitz in der Kontrollversammlung (Überwachungsausschuss) der Salzburger Gebietskrankenkasse inne. Vom 9. Februar 2000 bis zum 28. April 2004 war er Landeshauptmann-Stellvertreter in der Landesregierung Schausberger II, wobei er Arno Gasteiger nachgefolgt war. Nach der Wahlniederlage der ÖVP bei der Landtagswahl 2004 schied Eisl aus der Salzburger Landesregierung aus.